# Aníbal Tarabini
Roberto Aníbal Tarabini (La Plata, 4 agosto 1941 – Berazategui, 21 aprile 1997) è stato un calciatore argentino, di ruolo mezzala.
È il padre di Patricia Tarabini, tennista medaglia di bronzo olimpica in doppio nel 2004.

## Carriera

### Club
Detto El Conejo (il coniglio), crebbe nell'Estudiantes de la Plata, dove giocò due stagioni, prima di passare al Temperley, dove rimase sino al 1965. Nel 1966 fu acquistato dall'Independiente, in cui vinse il campionato nel 1967 e nel 1970. Passò quindi brevemente al Boca Juniors. Dal 1971 al 1973 giocò in Messico col Torreon. Giocò, infine, in Francia col Monaco, che portò alla finale della Coppa di Francia. Si ritirò all'inizio della stagione 1974-1975.

### Nazionale
Con la Nazionale di calcio dell'Argentina partecipò al Mondiale di Inghilterra 1966 senza scendere in campo. In totale con la maglia albiceleste giocò 6 partite con un gol.

## Palmarès

### Club

#### Competizioni nazionali
- Campionato argentino: 2

Independiente: 1967, 1970